# Impulse (Comicserie)
Impulse ist der Titel einer Comicserie, die zwischen 1995 und 2002 von dem US-amerikanischen Comicverlag DC-Comics herausgegeben wurde.
Genremäßig präsentierte Impulse humoristisch gefärbte Geschichten, die eine Mischung aus den Bereichen Science-Fiction-/Fantasy- und Abenteuercomic darstellten. Die Handlung kreiste dabei meist um die Erlebnisse des Teenagers Bart Allen, der als Enkel des Superhelden The Flash (alias Barry Allen) dessen Fähigkeit, sich mit „Supergeschwindigkeit“ fortzubewegen, geerbt hat, was für allerlei Probleme und Verwicklungen sorgt. Die Serie nimmt ihren Ausgangspunkt, kurz nachdem Bart, der auf Grund der unbedachten und impulsiven Art, mit der er seine Kräfte benutzt, von Batman den Spitznamen Impulse verliehen bekommt, aus der Zukunft des 30. Jahrhunderts ins ausgehende 20. Jahrhundert versetzt worden ist. Impulse ist eine Geschichte, die in der Flash-Serie, von der Impulse eine Spin-off-Reihe war, erzählt wurde. In US-Flash #91 (Juni 1994) hatte Bart Allen auch seinen ersten Auftritt im DC-Universum.

## Vorgeschichte
Bartholemew Henry „Bart“ Allen ist der hyperaktive Enkel von Barry Allen. Er ist im 30. Jahrhundert geboren und der Sohn von Don, Barrys Sohn, und Meloni Thawne, Tochter des Präsidenten der Erde (im 30. Jahrhundert). Sein beschleunigter Stoffwechsel ließ ihn rasant altern, so dass er im Alter von zwei Jahren körperlich bereits wirkte wie zwölf. Um ihn zu schützen, wurde er in einer virtuellen Realität aufgezogen, die mit seinem eigenen Zeitablauf Schritt hält. Als klar wurde, dass dies auch nicht hilft, schickte ihn seine Großmutter Iris Allen zurück in die Gegenwart, wo der amtierende „Rote Blitz“ Wally West ein Rennen um die Welt mit Bart durchführte. Dadurch, dass Bart so erstmals in extreme Geschwindigkeit gezwungen wurde, gelang es Wally, Barts Hyperstoffwechsel auf ein normales Niveau zu reduzieren. Da Bart den Großteil seiner Lebenszeit in einer virtuellen Welt verbracht hatte, ist er in der Realität unerfahren, kann Gefahren nicht einschätzen und handelt ohne nachzudenken. So war Wally West mit Bart überfordert und gab ihn in die Obhut seines Freundes Max Mercury, der wie Bart und Wally über die Fähigkeit, sich mit „Supergeschwindigkeit“ fortzubewegen, verfügt.

## Handlung
Nachdem die Figur Impulse in einer Geschichte der Flash-Serie, deren Titelheld seit 1987 nicht mehr Barry Allen, sondern Barts Cousin Wally West ist, vorgestellt worden war, wurde in Ausgabe #1 der Impulse-Serie ein eigener Status quo für diese Reihe etabliert. Dabei zieht Bart in jenem Heft gemeinsam mit seinem Mentor Max Mercury in eine verschlafene Kleinstadt im Mittleren Westen der USA. Die Serie beschreibt im Folgenden zum einen, wie Bart als normaler Junge zur Schule geht, wo er sich mit Schulschlägern, Strebern und Pädagogen der unterschiedlichsten Couleur auseinandersetzen muss und mit seinen Kräften und seiner unbekümmerten Art regelmäßig für ausuferndes Chaos sorgt, und andererseits, wie Max Mercury ihn in seiner zweiten Identität als „Junior-Superheld“ Impulse im Gebrauch seiner Kräfte unterweist.
Im weiteren Verlauf der Serie bekommt Impulse es unter anderem mit verschiedenen Schurken, wie dem Möchtegern-Bösewicht Evil Eyes, einem im Grunde harmlosen Jungen aus seiner Nachbarschaft, mit dem mörderischen Joker und schließlich mit seinem bösen Zwilling Inertia (in der deutschen Version als "Ratio" übersetzt) zu tun, der im Gegensatz zu Bart Allen stets mit großer Durchdachtheit und Kalkül agiert.
Wie in US-Impulse #50 enthüllt wird, bekam Bart seinen Namen von Batman unfreiwillig aufgedrückt – gemeint war er als Warnung, nicht als Kompliment.

## Weitere Auftritte von Bart Allen

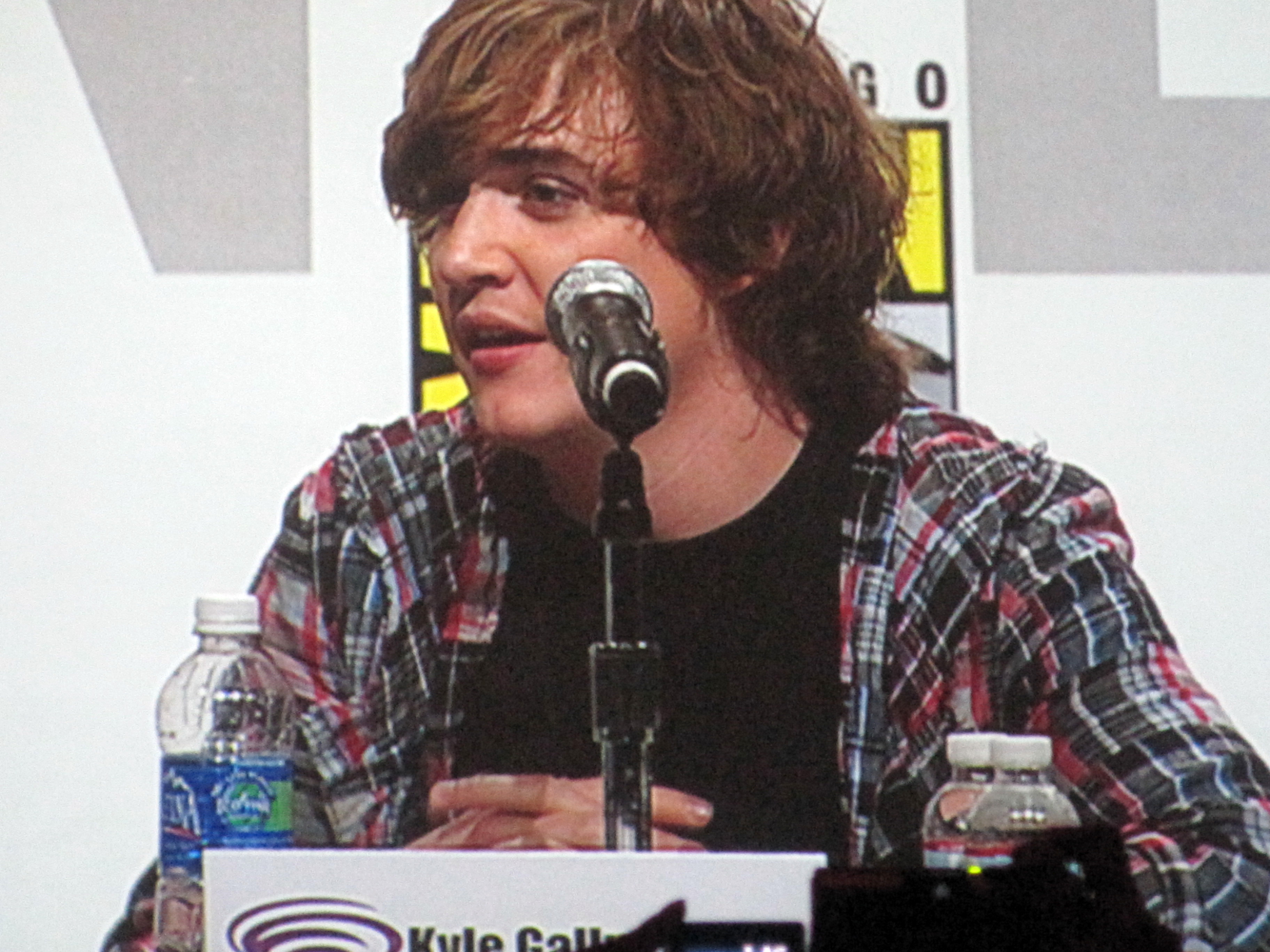
Kyle Gallner spielt Bart Allen alias Impulse in Smallville

Bart Allen war Gründungsmitglied der mittlerweile aufgelösten Nachwuchs-Heldengruppierung Young Justice und trat 2003 als Kid Flash anschließend den Teen Titans bei (US-Teen Titans Vol.3 #4). Zudem hatte er regelmäßige Auftritte in der Comicserie des Flash (Wally West). Als Bart nach der Infinite Crisis um Jahre von einem Teen zu einem Twen alterte, nahm er 2006 den Platz des dritten „Roten Blitzes“ Wally West ein, als dieser vorübergehend verschwand (US-The Flash: The Fastest Man Alive #2).
In der Fernsehserie Smallville trafen sich Clark Kent (gespielt von Tom Welling) und Bart Allen (gespielt von Kyle Gallner) in der Folge Flash! (4. Staffel, Originaltitel: Run) zum ersten Mal, als Bart gezwungen wird, als Kleinganove Wertgegenstände (wie z. B. Geldbörsen) zu stehlen. Weitere Aufeinandertreffen gibt es u. a. in Justice League (6. Staffel, Originaltitel: Justice), in der Impulse und weitere Helden unter der Führung von Green Arrow als Superhelden-Gruppierung handeln.

## Veröffentlichung
Impulse wurde von DC zwischen April 1995 und Oktober 2002 herausgegeben. Insgesamt erreichte die Serie, die im monatlichen Rhythmus erschien, 89 Ausgaben sowie sechs Sonderausgaben: Eine als #1.000.000 nummerierte Sonderausgabe (November 1998), zwei sogenannte Annuals (1996 und 1997) sowie die drei One Shots Impulse Plus (1997), Impulse/Atom: Double Shot (1998) und Bart Saves the Universe (1999).
Die US-Ausgaben #50 bis #60 (Juli 1999 bis Mai 2000) von Impulse wurden 2000 und 2001 vom Stuttgarter Dino Verlag in einer übersetzten Fassung als Zweitgeschichte im hinteren Teil der Ausgaben #1–7 und 9 der Heftserie Young Justice veröffentlicht. Außerdem kam US-Impulse/Atom: Double Shot (Februar 1998) im JLA-Sonderband #9 im April 1999 beim selben Verlag zur deutschen Veröffentlichung.

### Autoren und Zeichner
Die Hauptautoren von Impulse waren Mark Waid (#1–6, 8–17, 19–21, 23–27), William Messner-Loebs (#29–41, 42–49) und Todd Dezago (#50–89). Als Gastautoren verfassten zudem die Autoren Martin Pasko (#7, 18), Tom Peyer (#19, 28), Ruben Diaz (#22, 27), Brian Augustyn (#25), Jason Hernandez-Rosenblatt (#41), Shon C. Bury (#55), Dwayne McDuffie (#60), Geoff Johns (#61) und Dan Jurgens (Impulse/Atom: Double Shot) jeweils ein bis zwei Hefte der Serie.
Die Stammzeichner von Impulse waren Humberto Ramos (#1–6, 8–13, 16, 19, 23–25), gefolgt von Craig Rousseau (#21, 22, 26–40, 42–49), Ethan Van Sciver (#41, 50–52, 54–57, 62, 63, 65, 66), und Carlo Barberi (#67–78, 80–89). Darüber hinaus übernahmen von Zeit zu Zeit Gastzeichner die Gestaltung von einzelnen Ausgaben der Serie. Zu diesen zählten unter anderem Nick Gnazzo (#7), Sal Buscema (#26–27), Anthony Williams (#14–15, 18), Aluir Amancio (#79), Walt Simonson (#52), Angel Uncueta (#53), Jamal Igle (#58), Anthony Castrillo (#59), Eric Battle (#60, 61, 64) und M. Shindo (#61). Die Überarbeitung der Bleistiftzeichnungen mit Tusche besorgten nacheinander die Inker Wayne Faucher, Terry Austin und Barbara Kaalberg.